# انسولین (دارو)
انسولین یک هورمون پروتئینی است که به عنوان دارو برای درمان قند خون بالا استفاده می‌شود. این دارو در دیابت نوع ۱، دیابت نوع ۲، دیابت حاملگی و عوارض دیابت مانند کتواسیدوز دیابتی و بیماری‌های سندرم هایپراسمولار هیپرگلیسمیک استفاده می‌شود. همچنین این ماده به همراه گلوکز برای درمان سطح بالای پتاسیم خون استفاده می‌شود. به‌طور معمول به صورت تزریق زیرجلدی تجویز می‌شود، اما برخی از اشکال نیز ممکن است به صورت تزریق وریدی یا عضلانی استفاده شوند.
عارضه جانبی شایع ای ندارد افت قند خون است. سایر عوارض جانبی ممکن است شامل درد یا تغییرات پوستی در محل تزریق، افت پتاسیم خون و واکنش‌های آلرژیک باشد. استفاده در دوران بارداری برای کودک نسبتاً بی خطر است. انسولین را می‌توان از لوزالمعده خوک یا گاو تهیه کرد. گونه‌های انسانی را می‌توان با اصلاح گونه‌های خوک یا فناوری نوترکیب تولید کرد. انسولین در سه نوع اصلی، شامل کوتاه اثر (مانند انسولین رگولار)، متوسط اثر (مانند انسولین ان‌پی‌اچ (NPH)) و طولانی اثر (مانند انسولین گلارژین) وجود دارد.
انسولین برای اولین بار در سال ۱۹۲۲ توسط چارلز بست و فردریک بنتینگ به عنوان دارو در کانادا استفاده شد. این دارو در فهرست داروهای ضروری سازمان بهداشت جهانی قرار دارد. در سال ۲۰۱۷، انسولین انسانی با بیش از ده میلیون نسخه، ۷۳ امین داروی رایج در ایالات متحده بود.